# Estádio Maximino Porpino Filho
Estádio  Maximino Porpino Filho – stadion wielofunkcyjny w Castanhal, Pará, Brazylia, na którym swoje mecze rozgrywają kluby Castanhal Esporte Clube.